# Найден Илчев
Найден Илчев Симеонов е политик и активен участник в политическия живот след Освобождението в Северозападна България.

## Биография
Роден е през 1854 година в с. Долна Гнойница (сега Михайлово). Учи в селото и във Вълчедръм. Работи седем години в Козлодуй и там научава влашки. През 1877 година е преводач и водач на румънско-руските освободителни войски, настъпващи от Оряхово по течението на река Огоста на юг.
След Освобождението е привърженик и съидейник на Стефан Стамболов. Като член на Либералната и Народнолибералната партия, чиито лидер е Стамболов, три мандата е избиран за кмет на селото. Дарява просторен собствен имот в центъра на селото за училищен двор и през 1889 г. като кмет на селото построява „старото“ училище. След редовни и допълнителни избори е избран за член-секретар на Оряховския окръжен съвет.
Оряховски и Врачански окръзи административно са обединяват на 10 януари 1890 година. Двата съвета избират председател по-късно по време на септемврийската сесия, на която Илчев е избран за член-секретар на Врачанския окръжен съвет. На проведените избори през 1890 г. стамболовистите печелят убедително и Найден Илчев е избран за народен представител в VI ОНС (1890 – 1893). С това става първият човек от селото избран в този най-висш законодателен форум на България.
След неуспешни опити да започне търговска дейност, умира през 1902 година, като оставя семейството си в крайна бедност.

## Семейство
Женен е за Елена Браничева от село Горна Гнойница. Има четирима сина.